# 영국 야구 연맹
영국 야구 연맹(British Baseball Federation, BBF)은 영국의 야구를 주관하는 기관이다. 총 38개의 클럽이 67개의 리그에 존재한다.

## 리그 구성
영국 야구 리그에는 크게 시니어 리그(성인 대회)와 유스 리그(청소년)로 구성되어 있다.

### 시니어 리그
영국의 시니어 리그에는 4개의 디비전이 존재한다.
- 1부리그: NBL(National Baseball League, 8개의 팀): 시니어 리그의 최상위 디비전이다. 2011년도 시즌에는 10개의 팀이 참가하였으며, 두 개의 조로 나누어(각 조에 5팀 배정) 1위 팀이 승자를 가리는 형식으로 진행되었으나, 2012년부터는 8개의 팀이 참가하여 1위와 2위가 포스트시즌 우승을 경쟁하고, 3위와 4위가 3,4위전을 확정하게 된다.
- 2부리그: AAA(북부 디비전 6팀,남부 디비전 8팀) : NBL 디비전 다음으로 높은 디비전으로, 북부리그에서는 6팀이, 남부리그에서는 조를 2개로 나누어(각 조에 4팀 배정) 북부리그 1위가 남부리그 2조 1위 팀과 붙고, 남부리그 1조 1위가 2조 2위와 붙은 후 승자들끼리 경기를 진행하여 이기는 사람이 챔피언이 된다.

## 같이 보기
- 내셔널 베이스볼 리그
- 야구 월드컵